# Amstetten (Ausztria)
Amstetten osztrák város, Alsó-Ausztria Amstetteni járásának központja. 2023 januárjában 23 902 lakosa volt. 

## Elhelyezkedése

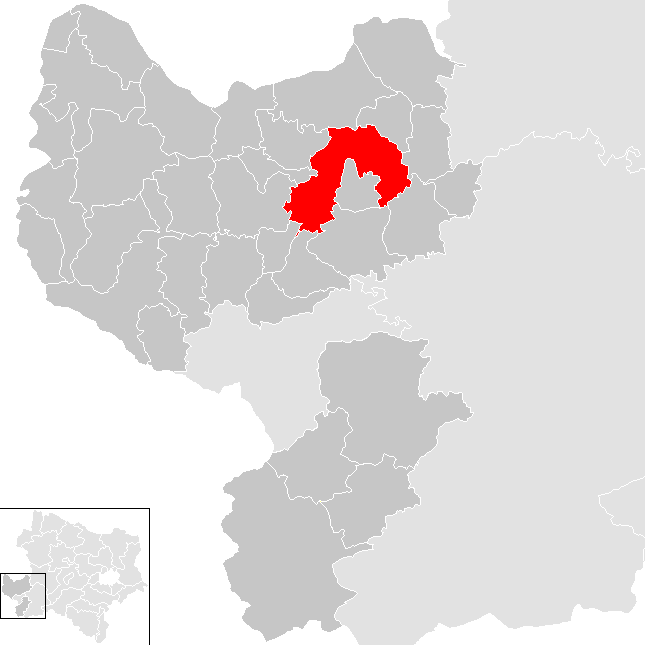
Amstetten az Amstetteni járásban

Amstetten a tartomány Mostviertel régiójában fekszik az Ybbs (a Duna mellékfolyója) mentén, a déli Elő-Alpok és az északi Cseh-masszívum közötti dombságon. Legfontosabb folyóvizei az Ybbs mellett az Url, valamint a kisebb Gschirmbach, Edlabach, Preinsbach és Mühlbach patakok. Területének 22%-a erdő, 46,8% áll mezőgazdasági művelés alatt. Az önkormányzat 6 települést egyesít: Amstetten (15 693 lakos 2023-ban, Greinsfurth (1223), Hausmening (1958), Mauer bei Amstetten (2354), Neufurth (1757) és Ulmerfeld (917).
A környező önkormányzatok: északra Ardagger, északkeletre Viehdorf, keletre Sankt Georgen am Ybbsfelde, délkeletre Euratsfeld, délre Winklarn, Neuhofen an der Ybbs és Allhartsberg, délnyugatra Aschbach-Markt és Kematen an der Ybbs, nyugatra Zeillern és Oed-Öhling.

## Éghajlata
Amstetten az Elő-Alpok előterének éghajlati tartományában, a nyugati nedves óceáni éghajlat és a keleti száraz kontinentális éghajlat közötti átmeneti zónában helyezkedik el. Védett fekvése miatt átlagosan 3-6 °C-kal melegebb van, mint a szomszédos településeken. Az éves átlaghőmérséklet 9-12 °C körüli. Az átlagos éves csapadékmennyiség 1000 mm, a legtöbb csapadék a nyári hónapokban hullik. Az őszi és téli hónapokban a medence fekvése miatt gyakori a tartós inverziós felhőzet, vagyis a napsütéses órák száma igen kevés.

## Története

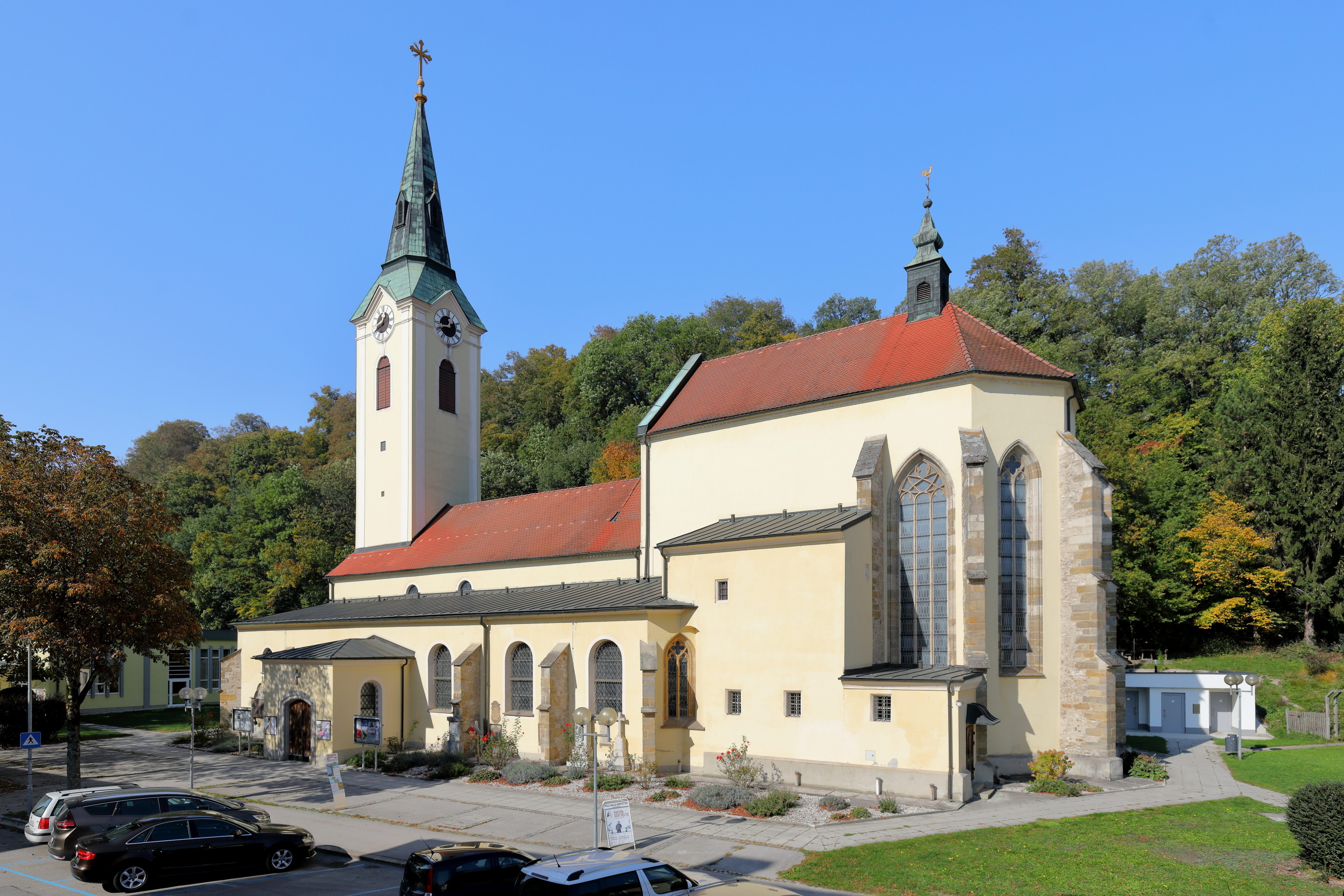
A Szt. István-plébániatemplom

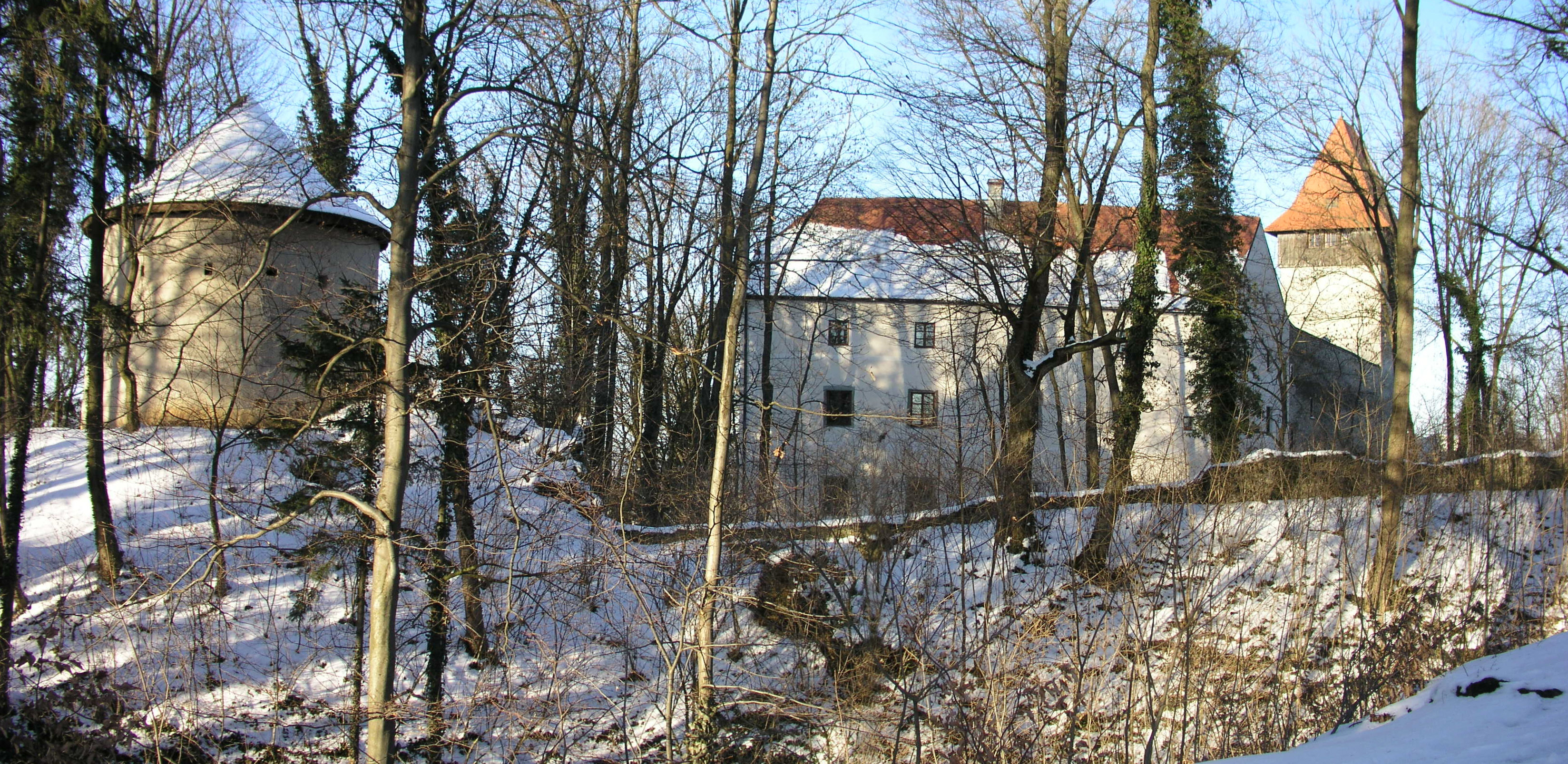
Az ulmerfeldi vár

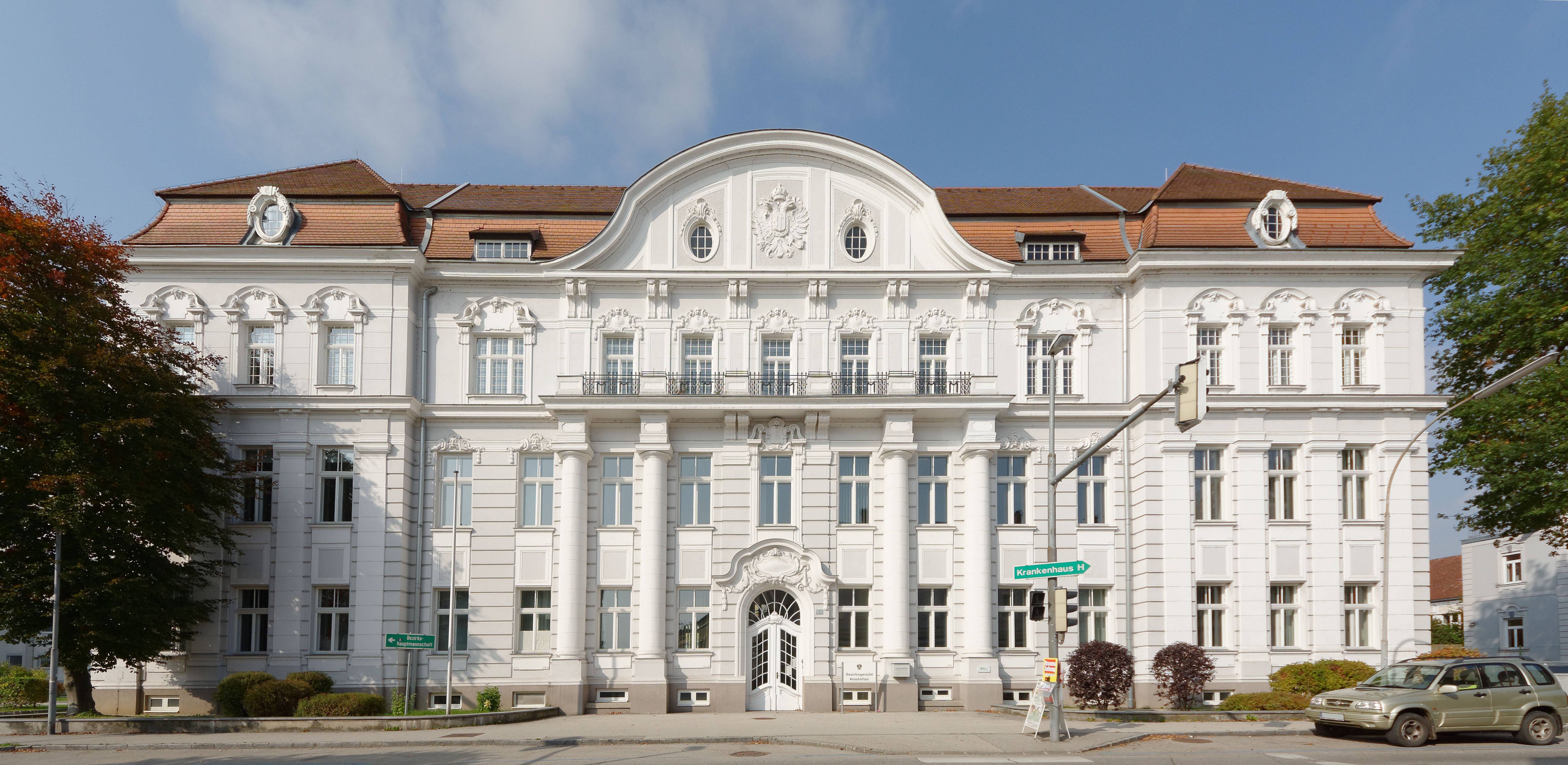
A kerületi bíróság épülete

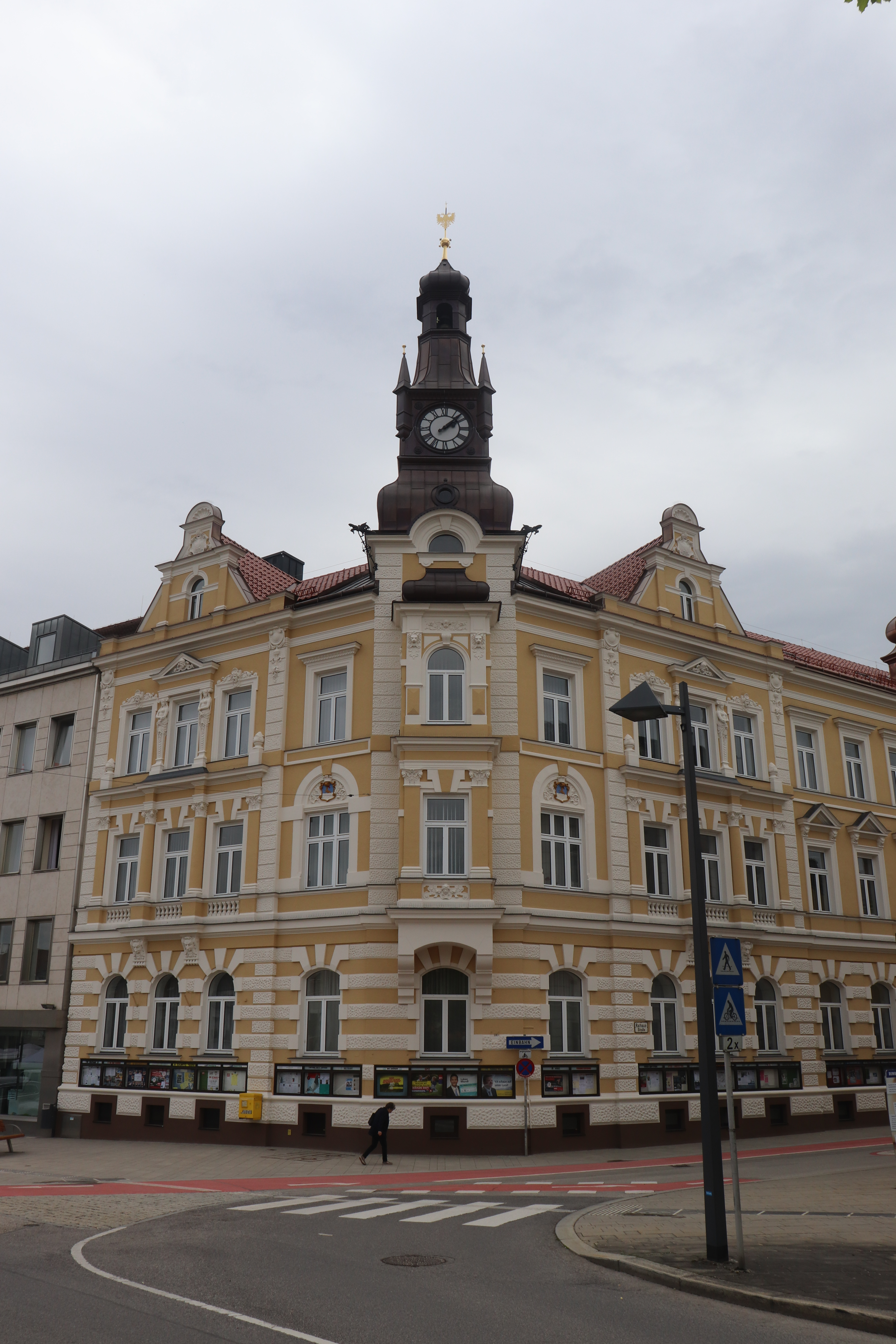
A városháza

A régészeti leletek tanúsága szerint a város területe az újkőkorban, a bronzkorban és a vaskorban is lakott volt. A római időkben Mauernél állt Locis Felicis erődje, itt került elő 1937-ben Ausztria legjelentősebb római kori kincslelete, Jupiter Dolichenus isten szentélyének szobrai, edényei és használati tárgyai (ma a bécsi Művészettörténeti Múzeumban láthatók) találhatók. A népvándorlás idején a vidék nagyrészt elnéptelenedett, majd szlávok telepedtek meg.  A római utat használták az avarok és a frankok is, 788-ban ezen a vidéken verte meg Nagy Károly az avarokat az "In campo Ibose"-i csatában.
A 9. századtól a szlávok lakta vidéket a salzburgi és passaui püspökségek megtérítették és bajorokkal telepítették be. Lehetséges hogy ekkor alapították a Szt. István-templomot, ám 903-ban a magyarok megszállták Ausztriát egészen az Ennsig és a németek csak a 955-ös augsburgi csatát követően foglalták vissza. 
Írásban először Ulmerfeldet említik 995-ben; ekkor már vásártartási jogosultsága volt. Amstettent 1111-ben említik először a passaui püspök mezővárosaként. 1321-ben III. Konrád freisingi püspök felépíttette Ulmerfeld várát, majd Habsburg Rudolf király jóváhagyásával városfallal vették körbe a települést. Amstetten is kapott engedélyt erődítmény emelésére, de azt nem használta fel, csak ideiglenes árkot és földhányást építettek, amelyek közül néhány még ma is látható. Így aztán a mezővárost többször is kifosztották, hol a lázadó parasztok, hol a magyarok, hol a husziták. A település 1509-ben tűzvész miatt, 1529-ben pedig a Bécset ostromló törökök gyújtogatása következtében teljesen leégett; 1542-ig elhagyatottan állt. Mezővárosi jogait is elvesztette, mert az ezt biztosító császári oklevelek is elégtek. Ezt követően újra benépesült és - bár lakóinak többsége ekkor már protestáns volt - hűbéruruk, a passaui püspök tiltakozás ellenére sikerült visszaszerezniük mezővárosi privilégiumaikat. A 17. század az ellenreformáció kemény intézkedéseinek hatására (mint az áttérni nem hajlandók száműzése) a lakosok visszatértek a katolikus egyház kebelére. Amstetten idővel felküzdötte magát a Mostviertel délnyugati részének legfontosabb településévé, háttérbe szorítva Seisenegget és Ardaggert; nagyobb távlatban azonban a vasiparon meggazdagodó Waidhofen és Steyr árnyékában maradt. Amstettenből feltűnően hiányoztak a polgári-városi fejlődés másutt olyan alapvető jellemzői mint a kolostorok és a zsidók.

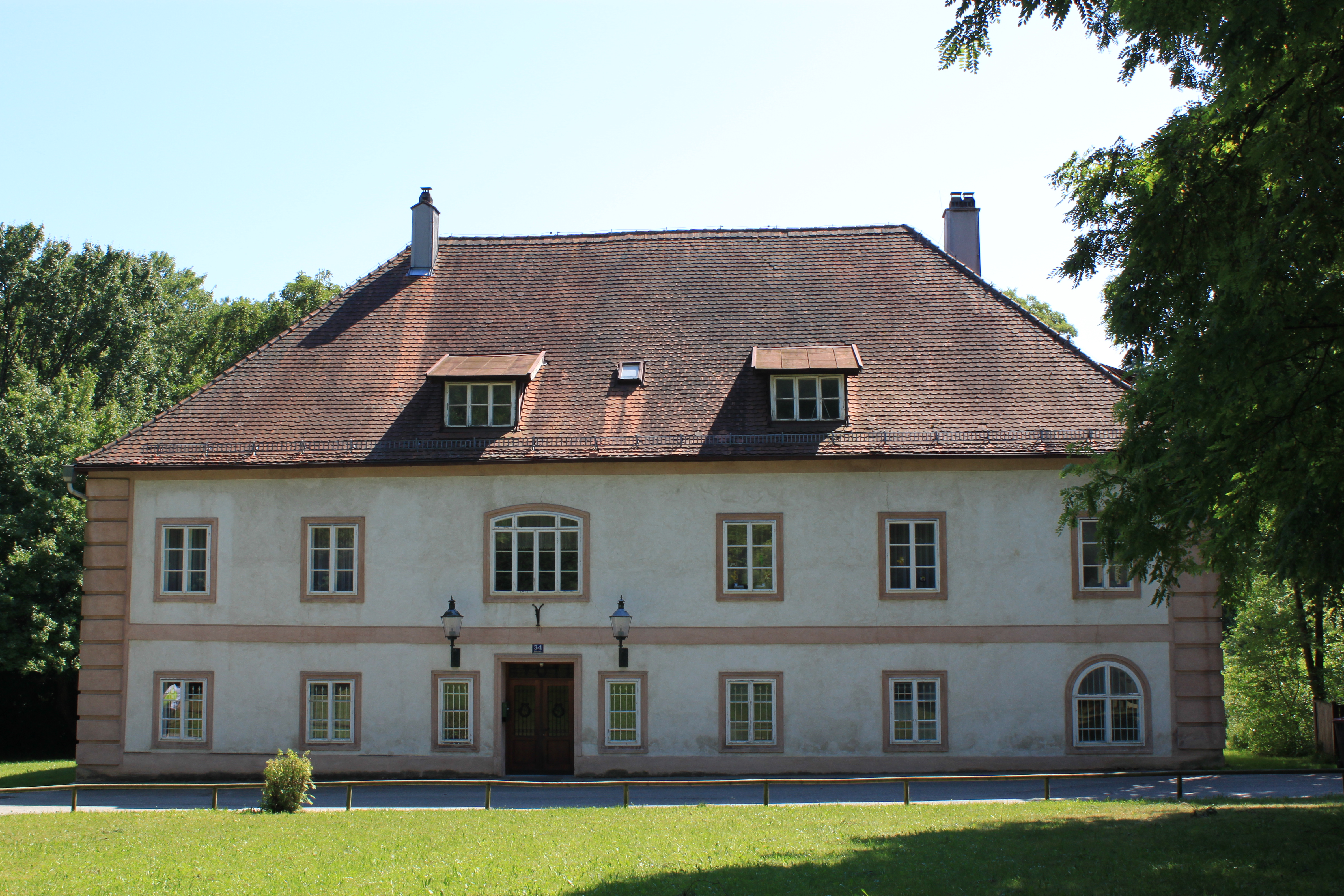
Az edlai kastély

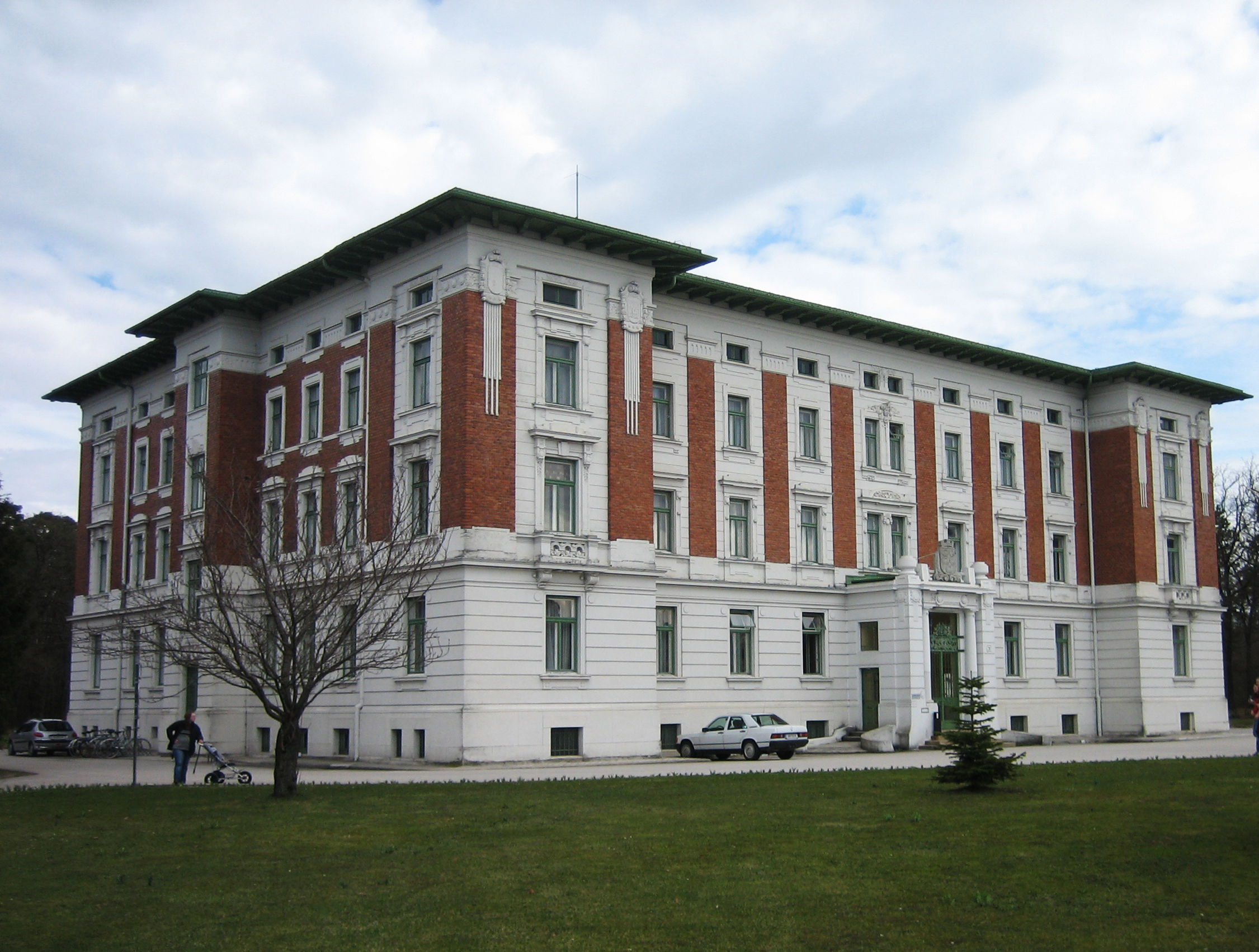
A tartományi klinika szecessziós épülete

A harmincéves háború viszonylag kevés kárt okozott, bár súlyosan megadóztatták és a vonuló hadseregek is megsarcolták. 1679-ben a kor legsúlyosabb pestisjárványa elvitte a lakosság felét; 1683-ban Bécs újabb török ostroma menekültek özönével árasztotta el a mezővárost, bár magát a települést sikerült megvédeni a portyázóktól. A következő évben a vérhasjárvány követelt 110 áldozatot. A század végére azonban gazdasága fellendült, jelentőségét mutatja, hogy járásbírósági és adóbeszedési központtá vált. 1718-ban plébániája 1870 felnőtt és 523 gyerek lakost számlált össze.
1803-ban az egyházi birtokok szekuralizálásával a passaui püspök és salzburgi érsek elvesztette hűbérúri jogait Amstetten felett. 1805-ben Amstetten mellett csatára került sor az előrenyomuló Napóleon és a visszavonuló Kutuzov csapatai között, akik "Amstetten magaslatain telepedtek meg" (ahogyan Napóleon fogalmazott), és itt vereséget szenvedtek. A mezővárost kifosztották és nagyrészt felégették. 
Amstetten 1850-ben és 1868-ban is járási székhellyé vált. Itt helyezték el a járásbíróságot is, a hozzá tartozó börtönnel. A Westbahn 1858-as és a Kronprinz-Rudolf-Bahn 1872-es megnyitásával Amstetten fontos vasúti csomóponttá vált, amely összekötötte a a stájer ércvidéket és az Enns völgyét; ennek köszönhette gyors gyarapodását. Gyakran megállt itt Ferenc József is Bad Ischl felé tartva, többek között azért, hogy meglátogassa ferencesrendi apácák akkor megnyitott zárdatemplomát. 
1932-ben kereskedelmi akadémiát alapítottak Amstettenben. Az 1861-ben megtelepedett zsidó közösséget az 1938-as Anschlusst követően teljesen felszámolták. A második világháború vége felé a mauthauseni koncentrációs tábor altáboraként egy női és egy férfi lágert hoztak itt létre. Vasúti csomópontként Amstetten stratégiai fontosságú háborús célpont volt, így az amerikaiak, majd később a szovjetek is többször bombázták. A javítási munkálatokat főként a koncentrációs táborok foglyai végezték. A menekültekkel és visszavonuló Wehrmacht-egységekkel zsúfolt város legsúlyosabb bombatámadására 1945 áprilisának utolsó napjaiban került sor, amelyet a foglyokat őrző SS-csapatok értelmetlen légvédelmi reakciója váltott ki. Csak ez a támadás több mint 200 emberéletet követelt, valamint súlyos pusztítást okozott a település épületeiben.
Amstetten önkormányzata 1972-ben érte el jelenlegi méretét az addig önálló Preinsbach, Mauer és Ulmerfeld-Hausmening községek beolvasztásával. Amstetten így végleg Alsó-Ausztria nyugati részének gazdasági és oktatási központjává vált, még ha a városnak újra meg is kell küzdenie történelmi arculatáért. A városközpontot az utóbbi évtizedekben teljesen átalakították és Amstetten elvesztette korábbi tranzitvárosi, ipari és bankközponti jellegét. Külvárosait a Westbahn nagysebességű vasútvonala és a B1 és B121 főutak szabdalták fel. 2008-ban a város a Josef Fritzl-botrány miatt bekerült a nemzetközi médiahírekbe. 

## Lakosság
Az amstetteni önkormányzat területén 2023 januárjában 23 902 fő élt. A lakosságszám 1951 óta gyarapodó tendenciát mutat. 2021-ben az ittlakók 82,4%-a volt osztrák állampolgár; a külföldiek közül 1,2% a régi (2004 előtti), 6,6% az új EU-tagállamokból érkezett. 4,6% az egykori Jugoszlávia (Szlovénia és Horvátország nélkül) vagy Törökország, 5,1% pedig egyéb ország polgára volt. 2001-ben a lakosok 85,4%-a római katolikusnak, 2,2% evangélikusnak, 0,9% ortodoxnak, 2,9% mohamedánnak, 6,5% pedig felekezeten kívülinek vallotta magát. Ugyanekkor 77 magyar élt a városban; a legnagyobb nemzetiségi csoportot a németek (93,8%) mellett a törökök alkották 1,1%-kal.
A népesség változása:

| 2018 | 23 656 |
| 2021 | 23 569 |

## Gazdaság, sport
Amstetten a járási közigazgatás, a régió rendőrsége, számos közigazgatási és állami hatóság, iskola és képzési központ, valamint nemzetközi vállalatok központjának székhelyeként a Nyugat-Mostviertel központja és egyúttal Alsó-Ausztria egyik fontos városa. Gazdasága a gépipar, a fém- és fafeldolgozás, az építőipar, a papíripar, a közlekedés és a vegyipar területén is figyelemre méltó nemzetközi jelentőséggel bír, az utóbbi évtizedekben pedig az egész régió bevásárlóközpontjává vált.
Amstetten a Westbahn vasútvonalon fekszik, délnyugat felé pedig az Amstetten-Kastenreith vasútvonallal a Rudolfsbahnhoz is csatlakozik. Ezenkívül áthalad területén az A1 West autópálya, valamint a Wiener Straße B1, a Weyerer Straße B121 és a B121A főutak.
A város futballcsapata, az SKU Amstetten a másodosztályban játszik.

## Látnivalók

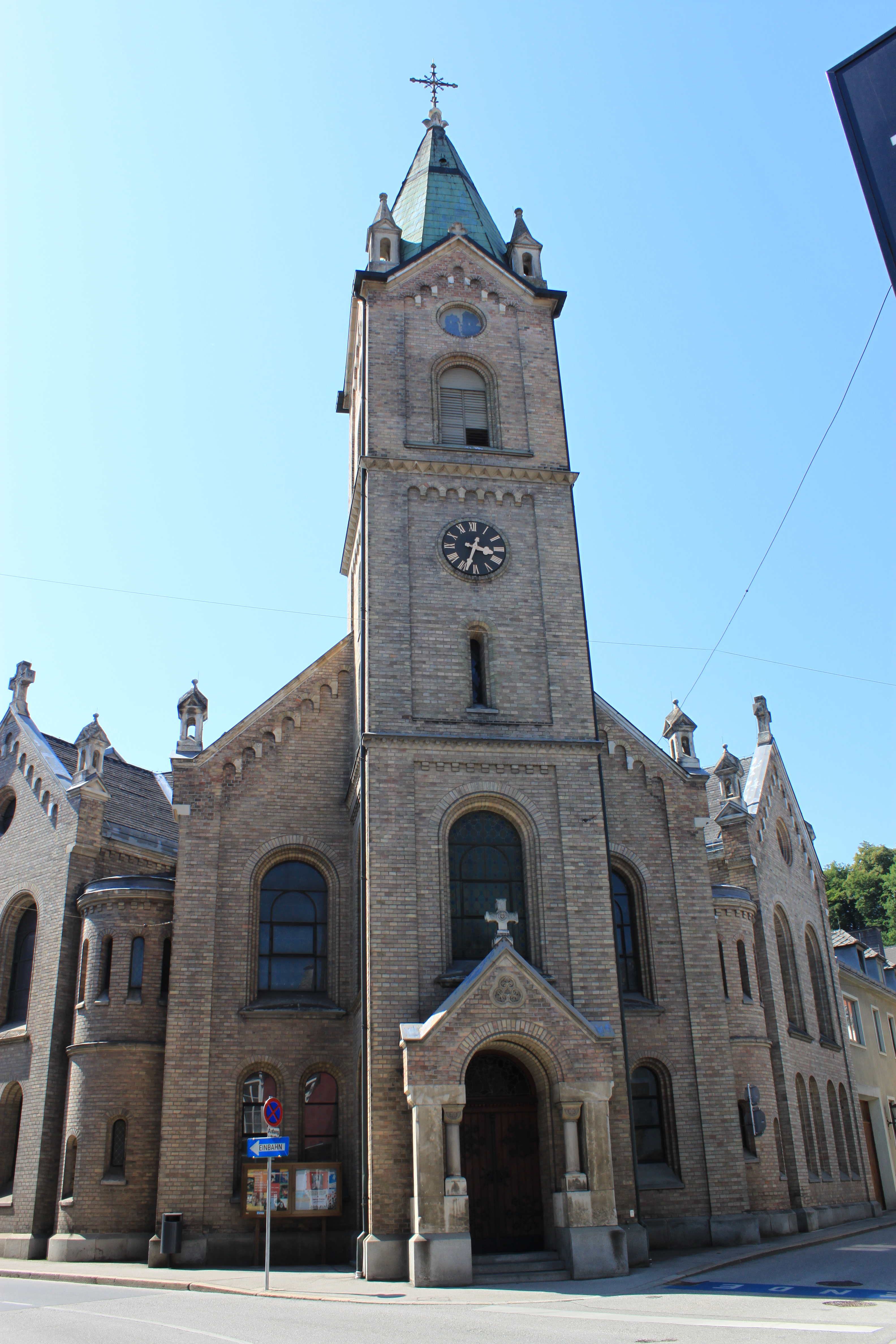
A ferencesek temploma

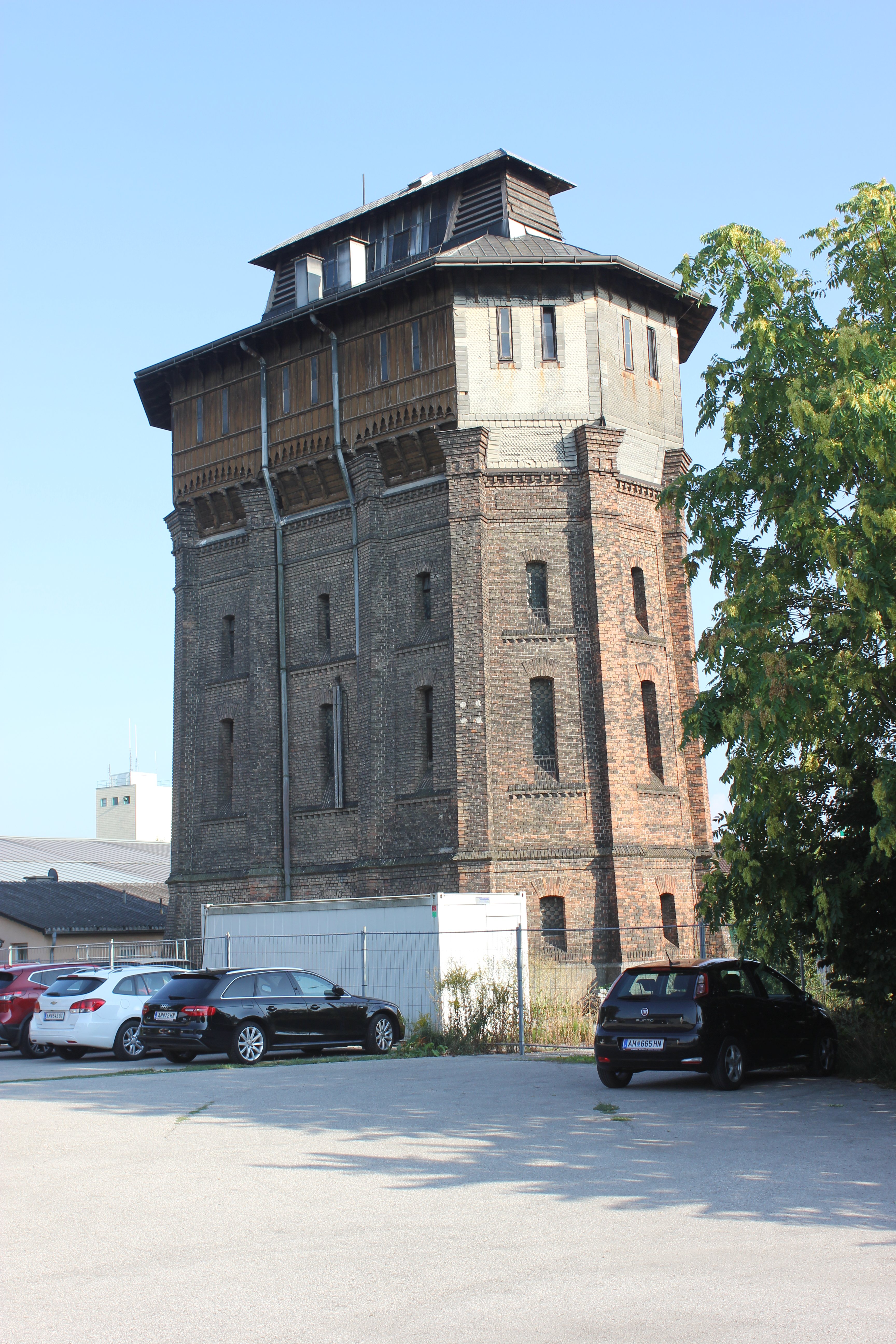
A régi víztorony

- az edlai kastély és kiterjedt parkja
- az ulmerfeldi vár
- a gótikus Szt. István-plébániatemplom
- a Jézus szíve-plébániatemplom (a második világháborúban megrongálódott és jelentősen átépítették)
- a ferences apácák kolostortemploma
- az ulmerfeldi Szt. Péter és Pál-plébániatemplom
- az eisenreichdornachi Szt. Agáta-templom
- a volt víztorony
- a mezőgazdasági múzeum
- a fegyvermúzeum
- a mindennapi élet múzeuma
- a szecessziós stílusban épült tartományi kórház

## Testvérvárosok
- Alsfeld, Németország
- Ruelle-sur-Touvre, Franciaország
- Pergine Valsugana, Olaszország

## Híres amstetteniek
- Josef Fritzl (1935-)
- Josef Hickersberger (1948-), labdarúgó
- Paulus Hochgatterer (1961-), író, pszichiáter
- Erwin Wagenhofer (1961-), író, rendező
- Andrea Mayer (1962-), politikus, államtitkár

## Fordítás
- Ez a szócikk részben vagy egészben  az   Amstetten című német Wikipédia-szócikk ezen változatának fordításán alapul.  Az eredeti cikk szerkesztőit annak laptörténete sorolja fel. Ez a jelzés csupán a megfogalmazás eredetét és a szerzői jogokat jelzi, nem szolgál a cikkben szereplő információk forrásmegjelöléseként.